# Комбіновані способи руйнування гірських порід
Комбіновані способи руйнування гірських порід (рос. комбинированные способы разрушения горных пород, англ. combined destruction methods of rock; нім. kombinierte Verfahren n der Gesteinszerstörung f) – сукупність засобів та прийомів відділення від масиву і дроблення до кондиційної крупності корисної копалини, що характеризуються поєднанням різноманітних видів впливу на дільницю гірського масиву, наприклад, термічного і механічного, що складають комбінований термомеханічний спосіб руйнування.